# سلامة أغذية الرضع
سلامة أغذية الرضع (بالإنجليزية:Infant food safety) الأمراض المنقولة بالغذاء (أيضًا الأمراض المنقولة عن طريق الأغذية والتي يشار إليها بالعامية باسم التسمم الغذائي) هي أي مرض ناتج عن تلف الطعام الملوث أو البكتيريا المسببة للأمراض أو الفيروسات أو الطفيليات التي تلوث الطعام. سلامة أغذية الأطفال هي تحديد ممارسات تداول الأغذية المحفوفة بالمخاطر والوقاية من المرض عند الرضع. تعتبر الأمراض المنقولة عن طريق الغذاء مشكلة صحية خطيرة، خاصة بالنسبة للرضع والأطفال. الرضع والأطفال الصغار معرضون بشكل خاص للأمراض المنقولة بالغذاء لأن أجهزتهم المناعية لم يتم تطويرها بما يكفي لمحاربة الالتهابات البكتيرية المنقولة بالغذاء. في الواقع، 800000 مرض يصيب الأطفال دون سن العاشرة في الولايات المتحدة كل عام. لذلك، يجب توخي الحذر عند التعامل مع طعامهم وإعداده.
الأمراض المنتقلة عن طريق الأكل أو ما يعرف بالعامية بالتسمم الغذائي

## الوقاية
غسل اليدين هو الخطوة الأولى في المحافظة على سلامة طعام الرضع، حيث أن الشخص المعني برعاية الطفل يستطيع نقل البكتيريا الموجودة على اليد إلى الطفل.
الأشياء التي تحوي كميات كبيرة من البكتيريا هي:
- الحفاضات التي تحوي بول وغائط
- اللحم الني والدواجن الغير مطهية
- المأكولات البحرية والبيض الغير مطهوين
- الكلاب والقطط، السلاحف، الأفاعي، الطيور، السحالي
- الحيوانات
- التربة
- الأطفال الاخرون[6]

غسل اليدين يفي بإزالة البكتيريا الضارة مما يساعد في الوقاية من الأمراض المنتقلة عن طريق الأكل. كما أن إرشاد الأطفال في العائلات إلى الطريقة الصحيحة في غسل اليدين سيساعد في التخفيف من نشر البكتيريا التي تسبب الأمراض.
- غسل اليدين هي أفضل طريقة لتأمين طعام سليم للرضع في الأوقات الجوهرية:[5]
- قبل تحضير زجاجة الحليب أو الطعام للأطفال
- قبل لمس فم الطفل
- قبل الإمساك بمصاصة الرضيع أو أي شيء آخر يدخل في فم الرضيع
- بعد استخدام الحمام أو تبديل حفاضة الطفل.

## حليب أطفال
على الرغم من أن الرضاعة الطبيعية تساعد في منع العديد من الأمراض بين الأطفال، فإن مقدمي الرعاية غالبًا ما يختارون استخدام حليب الأطفال. يتطلب تعزيز سلامة الأغذية عند الرضع تحضيرًا واستخدامًا آمنين.
استخدم حليب الأطفال خلال ساعتين من التحضير. إذا لم ينهي الرضيع الزجاجة بالكامل، فسيتم التخلص من الباقي. إذا لم يتم استخدام العلف المحضر على الفور، فإن تبريده على الفور سيبطئ نمو الكائنات الحية الدقيقة، ولكن يجب استخدامه في غضون 24 ساعة.
كرونوباكتر، المعروفة سابقًا باسم Enterobacter sakazakii ، هي مجموعة من البكتيريا التي يمكن العثور عليها في البيئة. يمكن أن تعيش الجراثيم أيضًا في الأطعمة الجافة، مثل مسحوق حليب الأطفال. يمكن لأي شخص أن يمرض من كرونوباكتر، ولكن العدوى تحدث غالبًا عند الرضع. تعد عدوى بكتيريا كرونوباكتر نادرة، ولكنها قد تكون مميتة عند الأطفال حديثي الولادة. تحدث العدوى عند الرضع عادةً في الأيام أو الأسابيع الأولى من العمر. يمكن أن تسبب جراثيم كرونوباكتر عدوى خطيرة في الدم (تعفن الدم) أو عدوى في البطانات المحيطة بالمخ والعمود الفقري (التهاب السحايا). من المرجح أن يصاب الأطفال الرضع بعمر شهرين أو أقل بالتهاب السحايا إذا أصيبوا بمرض كرونوباكتر. الرضع المولودين قبل الأوان والأطفال الذين لديهم قدرة أقل على محاربة الجراثيم والمرض بسبب المرض (مثل فيروس نقص المناعة البشرية) أو العلاج الطبي (مثل العلاج الكيميائي للسرطان) هم أيضًا أكثر عرضة للإصابة بالمرض. عادةً ما يكون أول أعراض عدوى بكتيريا كرونوباكتر عند الرضع هو الحمى المصحوبة بسوء التغذية أو البكاء أو الطاقة المنخفضة جدًا. يجب على الآباء أو مقدمي الرعاية اصطحاب رضيع مصاب بهذه الأعراض لرؤية الطبيب

## منع العدوى
يمكن الوقاية من عدوى بكتيريا كرونوباكتر عن طريق:
- الرضاعة الطبيعية. هذا أحد أفضل الأشياء التي يمكن أن تفعلها لصحة الرضيع، وتشمل الفوائد منع العديد من أنواع العدوى. تشير التقارير إلى حدوث عدوى بالكورونوباكتر بين الأطفال الذين تم تغذيتهم فقط من حليب الأم ولا يندر حدوث أي حليب صناعي أو أطعمة أخرى.
- تنظيف وتعقيم وتخزين أغراض الرضاعة الجافة وأجزاء مضخة الثدي. يمكن منع التلوث والحفاظ على الحليب خاليًا نسبيًا من الميكروبات عن طريق غسل أدوات التغذية الأخرى وتعقيمها وتخزينها بأمان.
- تنظيف الثدي قبل الإرضاع.
- منع الأسرة والأصدقاء المرضى من إطعام الرضيع.
- استخدام التركيبة السائلة إن أمكن. إذا حصل طفلك على حليب صناعي،
- اختيار حليب الأطفال الذي يباع في صورة سائلة بدلاً من البودرة، خاصة عند الرضع الصغار جدًا.
- تحضير مسحوق حليب الأطفال بأمان.

## تحضير حليب الأطفال الآمن
توصيات المنظمات الصحية لتحضير حليب الأطفال هي:
- تسخين المياه المعالجة والنظيفة إلى ما لا يقل عن 158 درجة فهرنهايت / 70 درجة مئوية وصبها في الزجاجة.
- إضافة حليب الأطفال، ورجها بعناية، بدلاً من تحريك الزجاجة.
- قم بتبريد الخليط بحيث لا يكون ساخنًا جدًا قبل إرضاع الطفل عن طريق تشغيل الزجاجة المجهزة والمغطاة تحت الماء المعالَج والنظيف والبارد مع الحرص على منع دخول الماء البارد إلى الزجاجة أو الحلمة.
- اختبار درجة حرارة الخليط عن طريق هز بضع قطرات على المعصم.

في حالة عدم توفر الماء والصابون، استخدم معقم يدين يحتوي على كحول بنسبة 60٪ على الأقل من الكحول (تحقق من ملصق المنتج للتأكد). مطهر اليدين الذي يحتوي على 60٪ كحول على الأقل فعال في قتل جراثيم Cronobacter. لكن استخدم الماء والصابون في أسرع وقت بعد ذلك لأن مطهر اليدين لا يقضي على جميع أنواع الجراثيم وقد لا يعمل بشكل جيد إذا كانت اليدين تبدو دهنية أو متسخة.
يمكن لمقدمي الرعاية تحضير حليب الأطفال بأمان من خلال:
- تحضير ماء آمن للخلط: قم بغلي ماء الصنبور حتى يغلي واتركه يغلي لمدة دقيقة واحدة. يمكن تعقيم المياه المعبأة قبل استخدامها.
- استخدام رضّاعات وحلمات نظيفة: يعد تعقيم الرضّاعات والحلمات قبل الاستخدام الأول أكثر أمانًا. بعد ذلك، يمكن غسلها يدويًا أو في غسالة الأطباق بأمان.
- عدم صنع تركيبة أكثر مما هو مطلوب. يمكن أن تتلوث الصيغة أثناء التحضير، ويمكن أن تتكاثر البكتيريا بسرعة إذا تم تخزين الصيغة بشكل غير صحيح. الممارسة الأكثر أمانًا هي صنع صيغة بكميات أقل على أساس الحاجة لتقليل احتمالية التلوث بشكل كبير واتباع تعليمات الملصق دائمًا لخلط التركيبة.

## تسخين حليب الأم أو حليب الأطفال
هناك طريقتان لتسخين الزجاجات ذات الحشوات التي تستخدم لمرة واحدة أو الزجاجات والبلاستيك الصلب. يمكن وضع الزجاجة تحت ماء الصنبور الساخن الجاري حتى الوصول إلى درجة الحرارة المطلوبة. يجب أن يستغرق هذا من دقيقة إلى دقيقتين. يمكن وضع الزجاجة في مقلاة بعد تسخين الماء على الموقد. يمكن إبعاد القدر عن الحرارة ووضع الزجاجة فيه حتى تصبح دافئة. من الأكثر أمانًا هز الحليب أو الحليب الاصطناعي لموازنة درجة الحرارة. لا ينصح بتسخين حليب الأم أو حليب الأطفال في الميكروويف. ينتج عن هذا «بقع ساخنة» يمكن أن تحرق فم الطفل وحلقه.

## حليب البقر
حليب البقر في حد ذاته غير مناسب للأطفال الذين تقل أعمارهم عن سنة واحدة. لا يحتوي حليب البقر على العناصر الغذائية المتوازنة الصحيحة للرضع لينمو ويتطور بشكل طبيعي، ويمكن أن يسبب مشاكل في فقر الدم ووظائف الكلى. لا يعد الحليب الخام مناسبًا للرضع أو أي حليب آخر غير حليب الام. لا ينبغي أن يستهلكها أي شخص في أي وقت ولأي غرض. يمكن أن يحتوي الحليب الخام على كائنات دقيقة خطرة، مثل السالمونيلا والإشريكية القولونية والليستيريا، والتي يمكن أن تشكل مخاطر صحية خطيرة. معظم حليب الأطفال مصنوع من حليب البقر، ولكن تم تعديله وتكميله بمغذيات إضافية. نتيجة لذلك، تكون التركيبة مغذية أكثر وتسهل على الطفل هضمها من حليب البقر. تشتمل خيارات الصيغة الأخرى على الصيغ القائمة على الصويا والصيغ المضادة للحساسية (أو تحلل البروتينات والصيغ القائمة على الأحماض الأمينية). تتوفر التركيبات الخاصة للأطفال الخدج أو الذين يعانون من مشاكل صحية أخرى.

## الأطعمة الصلبة
يتم تقديم الأطعمة الصلبة للرضع في مختلف الأعمار. حليب الأم وحده كافٍ لدعم النمو والتطور الأمثل خلال الأشهر الستة الأولى تقريبًا بعد الولادة. بالنسبة لهؤلاء الأطفال الصغار جدًا، فإن الماء والعصير والأطعمة الأخرى غير ضرورية بشكل عام. حتى عندما يستمتع الأطفال باكتشاف مذاقات وقوام جديد، يجب ألا تحل الأطعمة الصلبة محل الرضاعة الطبيعية،  بل يجب أن تكون مكملة لحليب الثدي كمصدر رئيسي للعناصر الغذائية للرضيع طوال العام الأول. بعد مرور عام واحد، مع زيادة تنوع الأطعمة الصلبة وحجمها تدريجيًا،  يظل حليب الثدي إضافة مثالية إلى نظام الطفل الغذائي. يمكن للوالدين ومقدمي الرعاية تقليل مخاطر الاختناق في بيئة الطفل. يجب إيلاء اهتمام خاص للمواد الغذائية وغير الغذائية (مثل الحلوى والمكسرات والعملات المعدنية) التي يشيع استخدامها في الاختناق. يتعرض الأطفال الأصغر سنًا للخطر بشكل خاص بسبب ميلهم إلى وضع أشياء في أفواههم، وضعف القدرة على المضغ، وضيق مجرى الهواء مقارنةً بالأطفال الأكبر سنًا. تتوفر توصيات لإرشاد الآباء ومقدمي الرعاية حول أنواع المواد الغذائية غير المناسبة للأطفال الذين تقل أعمارهم عن أربع سنوات. تعد إزالة مخاطر الاختناق غير الغذائية مهمة أيضًا للرضع والأطفال الذين تقل أعمارهم عن خمس سنوات لأن حوالي ثلث جميع نوبات الاختناق تتضمن عناصر غير غذائية.

## أغذية الأطفال التجارية
تتضمن سلامة أغذية الرضع تقييم أغذية الأطفال المحضرة تجارياً قبل إطعامها للطفل. سيشير فحص كل وعاء من أغذية الأطفال التجارية قبل استخدامه مع ملاحظة موضع زر الأمان أعلى البرطمان إلى ما إذا كان قد تم فتح البرطمان أم لا. يحتوي طعام الأطفال غير المفتوح في البرطمانات على زر أمان لأسفل. من المحتمل أن يكون إناء طعام الأطفال الذي يتورم ويسرب ويحتوي على زجاج مكسور غير آمن لإطعام الطفل. تأتي بعض أغذية الأطفال في أكياس. إذا كان الجراب يتسرب أو يتورم، فقد لا يكون من الآمن إطعام الطفل
نشرت إدارة الغذاء والدواء ما يلي هل هو و لا تفعل فيما يتعلق بسلامة أغذية الأطفال التجارية:
لا «تغمس مرتين» مع طعام الأطفال.
لا تضع أبدًا طعام الأطفال في الثلاجة إذا لم يكمله الطفل.
من الأفضل عدم إطعام الطفل مباشرة من جرة طعام الأطفال.
يعتبر وضع كمية صغيرة من الطعام في طبق نظيف وتبريد باقي الطعام في البرطمان أكثر أمانًا.
إذا كان الطفل بحاجة إلى المزيد من الطعام من نفس البرطمان، فإن استخدام ملعقة نظيفة لتقديم جزء آخر يكون أكثر أمانًا.
من الآمن التخلص من أي طعام لم يؤكل في الطبق.
إذا تمت تغذية الطفل من البرطمان، فمن الآمن التخلص من أي طعام متبقٍ في البرطمان.
لا تعد مشاركة الملاعق الطريقة الأكثر أمانًا لإطعام الطفل
ليس من الآمن وضع ملعقة الطفل في فم شخص آخر.
سيبدأ طعام الأطفال المتروك لمدة ساعتين أو أكثر في نمو البكتيريا في درجة حرارة الغرفة. انه غير امن.
إذا تم تخزين حاوية أغذية الأطفال المفتوحة في الثلاجة لأكثر من ثلاثة أيام، فقد لا يكون من الآمن إطعام الطفل. «إذا كنت في شك، ورميها خارجا».

## وصلات خارجية
- Infant Formulas-National Institutes of Health, Medline Plus. Information on types of formula, recommendations, and side effects of improper use.
- FDA 101: Infant Formula - Food and Drug Administration, The basics on types of formula, along with safety tips and instructions for reporting problems.
- Safe Preparation, Storage and Handling of Powdered *Infant Formula World Health Organization. Guidelines on infant formula in English, French, Spanish, Chinese, Russian, Arabic, and Japanese.